# 梅爾比 (明尼蘇達州)
梅爾比（英語：Melby）是位於美國明尼蘇達州道格拉斯縣的一個非建制地區。

## 歷史
梅爾比於1902年註冊建立。郵局於1888年設立，其後於1978年停運。

## 地理
梅爾比所處的海拔為高於海平面387米（即1270英呎），而該地所採用的時區為UTC-6，即北美中部時區（CST）。同時該地設有夏令時間，為UTC-6調快一小時，即UTC-5（CDT）。